# Quién como tú (canción)
«Quién como tú» es una balada y canción principal escrita e interpretada por la cantautora mexicana Ana Gabriel. Lanzada como el segundo sencillo del álbum, la canción se convirtió en el tercer sencillo número uno de la cantante en la lista Billboard Top Latin Songs en mayo del mismo año. 

## Antecedentes
Fue producido por Óscar Gómez para el quinto álbum de estudio de Gabriel Quién como tú (1989).  Las presentaciones en vivo de la canción se pueden encontrar en los álbumes En Vivo (1990) y ...En la Plaza de Toros Mexico (1998).
También se ha incluido en varios álbumes recopilatorios lanzados por Gabriel, incluidos Personalidad (1992), Una Voz Para tu Corazón – 30 Grandes Éxitos (2000), Historia de Una Reina (2005), Lo Esencial de Ana Gabriel (2009) y Mis Favoritos (2010). Es reconocida como una de las canciones más emblemáticas de Ana Gabriel.

## Rendimiento comercial
La canción debutó en la lista Billboard Top Latin Songs (anteriormente Hot Latin Tracks) en el número 33 el 7 de abril de 1990 y subió a los diez primeros la semana siguiente, subiendo 28 lugares. Alcanzó la primera posición de la lista el 5 de mayo de 1990, reemplazando a «Volaré» de la banda francesa Gipsy Kings y siendo sucedido por «El cariño es como una flor» de Rudy La Scala.
Ocupó el sexto lugar en la lista de fin de año de 1990 de Billboard y fue nominada a Canción Pop del Año en los Premios Lo Nuestro de 1991, que perdió ante «Es demasiado tarde», también escrita e interpretada por Gabriel. La canción estuvo 22 semanas dentro del Top 40 y se convirtió en el sexto sencillo entre los diez primeros de la lista y el tercer número uno, después de «Ay amor» (1987) y «Simplemente amigos» (1988). El álbum principal alcanzó su punto máximo en la parte superior de la lista Billboard Latin Pop Albums.

## Versiones
«Quién como tú» ha sido versionada por varios artistas, entre ellos Patricia Manterola, José Alberto "El Canario", Oscar Alberto, Los Flamers, Grupo Caneo, Grupo Innovación, Hermanos Moreno, Original Banda el Limón, Yolanda Pérez, Son De Azúcar, Sonora Tropicana, Myriam y Noel Schajris.
En 2015, la cantante mexicana Lucero lanzó una versión del tema como sencillo principal del álbum Aquí estoy. Para el lanzamiento del sencillo, Lucero volvió a grabar la canción con el cantautor puertorriqueño-estadounidense Luis Fonsi y estreno esta versión en el programa de telerrealidad Yo Soy el Artista. Esta versión alcanzó el puesto 32 en la lista Billboard Mexican Español Airplay.